# Opuntia oricola
Opuntia oricola Philbrick es una especie fanerógama perteneciente a la familia Cactaceae. Es nativa de Norteamérica en California y México.

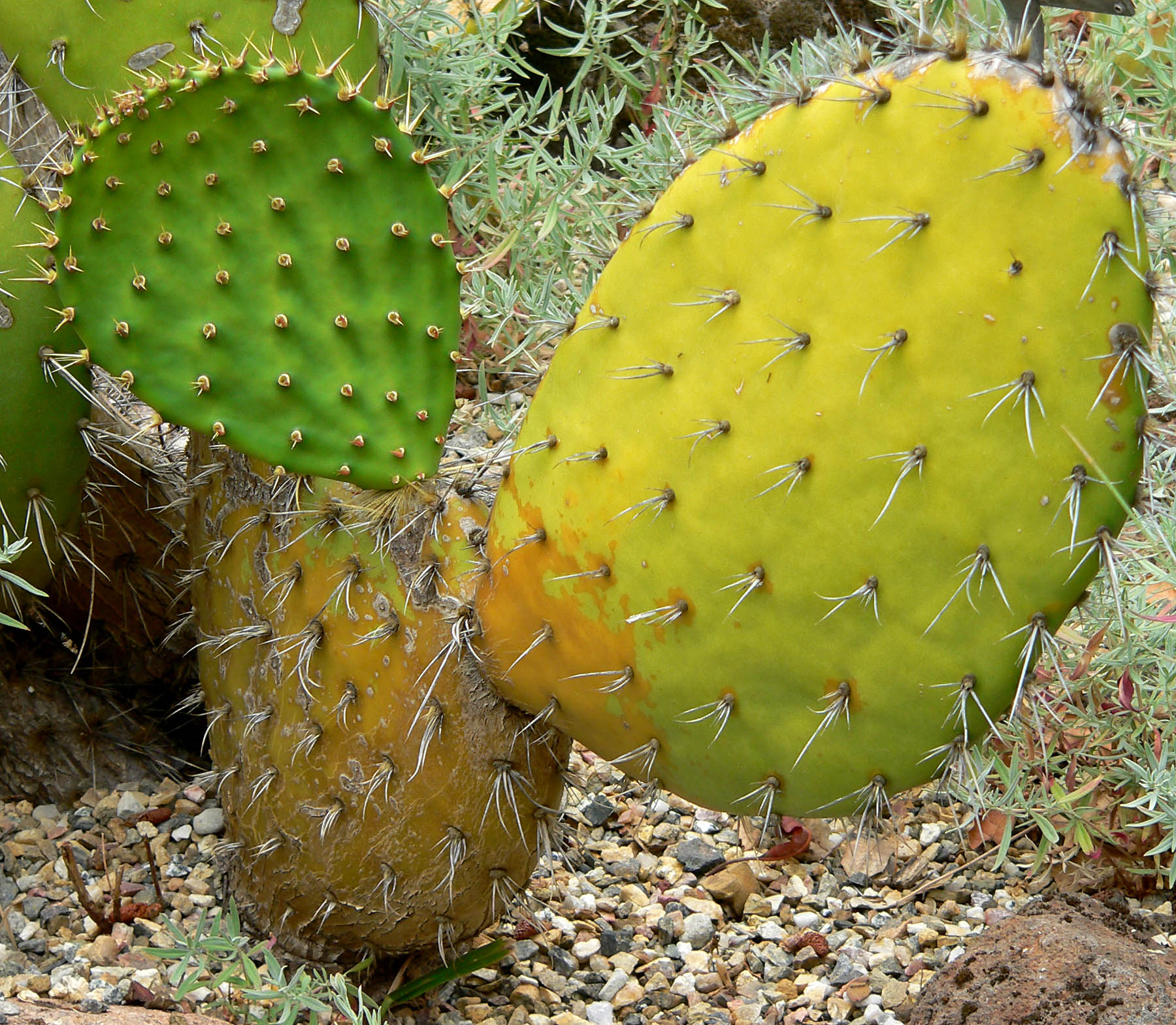
Detalle de la planta

## Descripción
Opuntia oricola es un arbusto que crece en forma de árbol y alcanza un tamaño de 1 a 3 metros de altura. Los cladodios son elípticos a circulares de 15 a 25 cm de largo y de 12 a 19 cm de ancho. Las areolas tienen 4,5 a 6 milímetros de diámetro y de 4 a 16 espinas amarillas y translúcidas que con la edad cambian a grisáceo o negro. Están dobladas y ligeramente retorcidas, no son rugosas y miden de 2 a 4 cm de largo. Las flores amarillas que alcanzan 5 a 6 centímetros de diámetro. Los frutos casi esféricos, son carnosos, rojos y de 2,5 a 4 cm de largo y puede alcanzar el mismo diámetro.

## Taxonomía
La especie fue formalmente descripta en 1812 por el botánico estadounidense Ralph N. Philbrick y publicado en Cactus and Succulent Journal 36(6): 163–165f. s.n. (p. 164). 1964.
Etimología
Opuntia: nombre genérico  que proviene del griego usado por Plinio el Viejo para una planta que creció alrededor de la ciudad de Opus en Grecia.
oricola: epíteto que deriva del griego ori = "monte", y -cola = "amar o habitar",  lo que "vive en las montañas", pero David Hollombe sugiere que podría ser del latín ora que significa "borde o costa", en lugar del griego oreos = "montaña", lo cual parece lógico ya que es una especie costera (.

## Nombre común
- Español: Nopal de montaña